# Земляний вовк
Земляни́й вовк, земляна гієна (Proteles cristata) — хижий ссавець родини Гієнових. Має розірваний ареал в Африці, що складається з двох віддалених на 1500 км областей: одна розташована у східній та північно-східній Африці, інша — у південній частині континенту. Поширення виду значною мірою визначається наявністю термітів роду Trinervitermes, які є їх основною їжею. Також значною мірою цей вид залежить від води.
Окрім єдиного сучасного виду роду відомий також викопний вид — Proteles amplidentus

## Опис
Довжина голови й тіла становить 55–80 см, довжина хвоста — 20–30 см, висота в плечах — 45–50 см. Вага складає 9–14 кг.
Хутро складається з довгого, пухнастого, м'якого, хвилястого підшерстя і довшого та жорсткішого покривного волосся. Тіло жовто-сіре з чорними смугами. Ноги з чорними смугами й частина нижче коліна і підколінок повністю чорні. Хвіст пухнастий з чорним кінчиком, волосся по спині довге й утворює гриву, про що й свідчить англо-бурська народна назва «гривастий шакал». Великі ікла й відносно потужні щелепи слугують більше для внутрішньовидової боротьби й захисту, ніж для харчування.
Каріотип 2n = 40.

## Поведінка
Земляний вовк мешкає на відкритих піщаних рівнинах або в чагарниках. Він оселяється в отворах у землі, як правило, це покинуті нори трубкозуба. Веде переважно нічний спосіб життя. Раціон складається майже цілком з термітів і личинок комах. Земляний вовк не має потужних кігтів для риття, тому спеціалізується на термітах роду Trinervitermes, які скупчуються на поверхні ґрунту і виділяють хімічну речовину, що відштовхує більшість іншими хижаків. Хоча в неволі земляні вовки-підлітки вбивали птахів, немає жодних суттєвих даних про таку поведінку в дикій природі. Територія проживання відповідає захищуваній території і використовується цілорічно парою та їхніми нащадками, хоча є деякі варіації в соціальній структурі. Самиці з потомством можуть жити в одній норі, але зазвичай одна тварина займає одну нору, хоча нори можуть бути менше ніж за 50 метрів одна від одної. Особи з різних територій іноді утворюють тимчасові скупчення, і там можуть бути навіть спаровування між самицями й самцями з різних територій, хоча в цілому дорослі самці ворожі один до одного й можуть люто боротися. Обидві статі мітять свої ділянки виділеннями анальних залоз. Волосся гриви може бути підняте, щоб земляний вовк виглядав удвічі більшим за його нормальний розмір для захисту від хижаків та ворожих співплемінників. Напрочуд голосно гарчить й реве при загрозі. При нападі собак, земляний вовк виділяє мускусну рідину і може дієво захищатися великими іклами.

## Життєвий цикл
Вагітність триває 90–110 днів, лактація — до 145 днів. Як правило народжується двоє чи троє (може бути від одного до п'яти) дитинчат. Молодь вперше виходить з нори в одномісячному віці, починає супроводжувати дорослих приблизно з чотирьох місяців і залишає батьківську територію десь у 13 місяців. Один земляний вовк жив у Франкфуртському зоопарку 18 років й 11 місяців.

## Загрози та охорона
Наразі нема серйозних загроз для виду. У Південній Африці земляного вовка раніше переслідували фермери, які помилково вважали, що він винищує велику рогату худобу, курей та їхні яйця. Причиною цього було помилкове визначення цих тварин як гієн чи шакалів. Наразі головною загрозою виступає втрата місць проживання через урбанізацію і розвиток сільського господарства. Також значною є смертність на дорогах. Земляні вовки присутні в численних добре керованих охоронних районах по всьому їх ареалу.